# 津村準二
津村 準二（つむら じゅんじ、1936年2月5日 - ）は、日本の経営者。佐賀県佐賀市川副町早津江出身。

## 経歴
佐賀郡早津江出身。中川副国民学校から龍谷中学校を経て佐賀県立佐賀高等学校に進む。プロ野球選手の田中久寿男が小学校時代の同級生に、小説家の岩橋邦枝が高校時代の1年先輩に居た。1958年に東京大学法学部を卒業し、所属していたボート部の先輩に勧められ同年に東洋紡績に入社。1980年9月に取締役に就任し、1997年6月には専務に就任した。1999年6月に社長に昇格した。2005年6月に会長に就任し、2010年6月から相談役を務めた。